# Cleromorpha novemguttata
Cleromorpha novemguttata là một loài bọ cánh cứng trong họ Cleridae. Loài này được Westwood miêu tả khoa học đầu tiên năm 1852.